# سو هیراو
سو هیراو (انگلیسی: So Hirao؛ زادهٔ ۱ ژوئیهٔ ۱۹۹۶) بازیکن فوتبال اهل ژاپن است.
از باشگاه‌هایی که در آن بازی کرده‌است می‌توان به باشگاه فوتبال گامبا اوساکا اشاره کرد.